# Municipio de Westerville City
El municipio de Westerville City (en inglés: Westerville City Township) es un municipio ubicado en el condado de Delaware en el estado estadounidense de Ohio. En el año 2010 tenía una población de 7789 habitantes y una densidad poblacional de 753,72 personas por km².

## Geografía
El municipio de Westerville City se encuentra ubicado en las coordenadas 40°8′20″N 82°55′27″O / 40.13889, -82.92417. Según la Oficina del Censo de los Estados Unidos, el municipio tiene una superficie total de 10.33 km², de la cual 10,27 km² corresponden a tierra firme y (0,58 %) 0,06 km² es agua.

## Demografía
Según el censo de 2010, había 7789 personas residiendo en el municipio de Westerville City. La densidad de población era de 753,72 hab./km². De los 7789 habitantes, el municipio de Westerville City estaba compuesto por el 87,7 % blancos, el 5,42 % eran afroamericanos, el 0,08 % eran amerindios, el 4,66 % eran asiáticos, el 0,44 % eran de otras razas y el 1,71 % eran de una mezcla de razas. Del total de la población el 2,21 % eran hispanos o latinos de cualquier raza.